# Ken Anderson
Kenneth Anderson (Minneapolis (Minnesota), 6 maart 1976) is een Amerikaans acteur en professioneel worstelaar die werkzaam is bij Total Nonstop Action Wrestling als Mr. Anderson. Hij is vooral bekend van zijn tijd bij World Wrestling Entertainment als Mr. Kennedy, van 2006 tot 2009.

## Professioneel worstelcarrière

### Beginjaren
Anderson werd getraind door All-Star Championship Wrestling eigenaars Eric Hammers en Mike Krause. Hij werd meerdere keren uitgenodigd om te verschijnen op WWE Jakked, WWE Velocity en WWE HEAT op een try-out basis als een onafhankelijke jobber tot februari 2005, toen Anderson een ontwikkelings contract tekende met de WWE. Voordat hij tekende bij de WWE maakte Anderson ook een aantal verschijningen op TNA Xplosion.

### World Wrestling Entertainment (2006-2009)
Nadat hij had getekend bij de WWE werd Anderson naar Ohio Valley Wrestling (OVW) gestuurd om zich daar verder te ontwikkelen. Na zes maanden werd hij opgeroepen om te werken op Velocity. In zijn eerste SmackDown!-match, een overwinning op Funaki, liet hij zien dat hij een arrogante worstelaar was door de microfoon te pakken en zijn eigen ringaankondiging te doen. Hij noemde zichzelf "Mr. Anderson", maar enkele weken later veranderde hij zijn naam in "Mr. Kennedy".
Zijn gimmick was bedoeld om hem een heel te maken doordat hij het publiek zou irriteren door zichzelf aan te kondigen, maar na een paar weken kregen zijn aankondigingen face pops. Om de gimmick verder door te voeren werd een ouderwetse microfoon, gelijkend op degene die gebruikt wordt bij matches in Madison Square Guarden, naar beneden gehaald in de ring en werden de lichten uitgedaan behalve een spot op Kennedy.
Kennedy maakte zijn SmackDown! debuut op 25 augustus 2005, opnieuw winnend tegen Funaki. Terwijl hij op Velocity en SmackDown! verscheen werkte hij ook nog in OVW. Kennedy maakte zijn pay-per-viewdebuut tijdens SmackDown!s No Mercy 2005 door Hardcore Holly te verslaan waarbij hij een van Holly's ribben blesseerde in de match. Op de aflevering van SmackDown! op 11 november 2005 vocht Kennedy tegen Eddie Guerrero voor een plaats in SmackDowns Survivor Series-team. Hij verloor de match toen zijn tegenstander een stalen stoel naar hem toegooide en net deed alsof hij geraakt was, een move die Guerrero beroemd had gemaakt. De slaperige referee keek om zich heen en zag Guerrero op de grond terwijl Kennedy de stoel vasthield en diskwalificeerde Kennedy en gaf zo de plek op Team SmackDown! aan Guerrero. Dit was Kennedy's eerste verlies. Als wraak sloeg Kennedy Guerrero op zijn hoofd met de stoel na de match. Dit was Guerrero's laatste uitgezonden match, omdat hij plotseling overleed aan een grote hartaanval op 13 november 2005 in zijn hotelkamer in Minneapolis (Minnesota), waar de opname van zowel RAW als SmackDown! plaats zouden vinden. In interviews over het incident verklaarde Kennedy dat hij het een "onfortuinlijke eer" vindt.
In december 2005 nam Kennedy deel aan de tour buiten de VS van de WWE. Op de tweede dag in Italië scheurde Kennedy een scheur in een borstspier. Hij probeerde ondanks de blessure toch te werken, maar had zoveel pijn dat hij niet eens zijn hand in zijn zak kon steken om zijn portemonnee te pakken in een restaurant. Nadat hij een dokter had bezocht werd hij geïnformeerd dat hij een volledige scheur had opgelopen, in vergelijking tot Batista's deelse scheur van eerder dat jaar, en dat hij daardoor niet meer kon worstelen, zelfs niet met een lichter schema, maar een operatie nodig zou hebben. Op 6 december 2005 vond de operatie succesvol plaats, maar Kennedy was gedwongen om voor bijna zes maanden niet te worstelen terwijl hij de blessure trainde.
Hoewel hij niet kon worstelen keerde Kennedy toch terug naar SmackDown! op 6 januari 2006 als een color commentator voor de match tussen de toenmalige Cruiserweight kampioen Kid Kash en Juventud. Hij maakte meer van dit soort verschijningen op SmackDown! en Velocity tijdens januari en februari waarbij hij zijn ring aankondiging deed en commentaar gaf op specifieke matches. Hij maakte zelfs een verschijning op de editie van Byte This! met Todd Grisham op 11 januari om in beeld te blijven. Tijdens de OVW opnames op 10 mei 2006 keerde Kennedy terug naar de ring tegen de OVW Heavyweight Champion CM Punk in een titel match die Kennedy niet kon winnen. Kennedy maakte zijn onofficiële WWE terugkeer tijdens twee SmackDown! house shows op 3 juni en 6 juni waarbij hij beide keren won van Gunner Scott. Kennedy keerde terug naar SmackDown! op 9 juni met een winst over Scotty 2 Hotty met de Kenton Bomb.
Sinds zijn terugkeer is hij verwikkeld geweest in een voortdurende "mini-feud" met SmackDown! ring announcer, Tony Chimel die begonnen is voor zijn blessure in 2005. De feud is gebaseerd op het feit dat Kennedy geloofd dat Chimels aankondiging niet goed genoeg is of niet met de juiste hoeveelheid respect gedaan wordt en zo Kennedy gedwongen wordt om zijn eigen introducties te doen of Chimel het over te laten doen. Kennedy verloor door pinfall waardoor zijn winst-reeks eindigde op SmackDown van nooit verslagen te zijn geweest door pin of submission om de aflevering van SmackDown! van 14 juli door Matt Hardy.
Op de aflevering van SmackDown op 21 juli 2006 deed superstar Batista een open challenge om zijn tegenstander Mark Henry die geblesseerd was te vervangen tijdens The Great American Bash op 23 juli 2006 voor de number 1 contender positie. Kennedy accepteerde de uitdaging en won de match dankzij diskwalificatie maar kreeg een serieuze blessure tijdens de match nadat hij hoofd-eerst tegen de stalen trappen aan was gegooid, wat eindigde in een grote snee in zijn voorhoofd waarvoor 20 hechtingen nodig waren om het te sluiten. Hij raakte toen in een korte feud met Batista en versloeg hem door count out in zijn tweede match, maar verloor door pinfall in de derde.
Kennedy hielp Shane en Vince McMahon in hun feud met DX door de verschijnen op zowel SummerSlam' als de editie van RAW van 28 augustus samen met anderen van SmackDown! en RAW en daar DX aan te vallen
Op de editie van SmackDown! op 1 september versloeg Kennedy Finlay en Bobby Lashley in een triple threat match om het WWE United States Championship te winnen, zijn eerste titel in de WWE.
In het begin van 2007 won Kennedy een 'Beat the Clock' competitie om zo te strijden tijdens de Royal Rumble voor Batista World Heavyweight Championship. Deze match verloor hij en ook een rematch. Iets soortgelijks gebeurde met de ECW Champion Bobby Lashley, waar hij ook alle matches verloor.
Later in het jaar, kwalificeerde hij zich voor de Money in the Bank Ladder Match op WrestleMania, deze match won hij, om zo een contract te winnen om elke kampioen binnen de WWE te kunnen uitdagen het komende jaar. Dit contract verloor hij echter aan Edge die het later zelf gebruikte om World Heavyweight Champion te worden.
Kennedy kwam 2 maanden later terug nadat hij was uitgekozen na de WWE Draft om voor Monday Night RAW te komen worstelen. Op 29 mei werd bekendgemaakt via WWE.com dat Kennedy niet meer voor de WWE worstelt.

### Total Nonstop Action Wrestling (2010-heden)
Op zondag 17 januari maakte Anderson zijn debuut bij Total Nonstop Action Wrestling (TNA) als Mr. Anderson op hun pay-per-viewevenement, Genesis, waarin hij als verrassing tegenstander tegenover Abyss uitkwam. Hij versloeg deze door gebruik te maken van een boksbeugel, wat aangeeft dat hij als heel te werk zal treden bij TNA. In 2013 werd hij lid van de Aces & Eights, maar hij werd paar maanden later uit de groep gezet. In eind september 2013, verliep zijn contract met TNA. In eind oktober 2013 sloot hij een akkoord met TNA en worstelde weer voor de organisatie. Tijdens de aflevering van Impact Wrestling zorgde hij ervoor dat Aces & Eights ontbonden werd nadat hij de leider Bully Ray versloeg door de No Disqualification match te winnen.

## In worstelen
- Finishers
  - JFK (Just Finished by Kennedy; uitvinder)
  - Kenton Bomb (Senton bomb vanuit een hoge hoek)
  - Hangman's nekbreker
- Signature moves
  - Swinging side slam
  - Ura-nage backbreaker
  - Gutbuster
  - Powerslam
  - Bicycle kick
- Ring aankondiging
  - Sinds hij in de WWE is doet Ken Kennedy zijn eigen ring aankondiging, meestal na het uiten van zijn ongenoegen over de introductie door de officiële SmackDown! ring announcer Tony Chimel.
  - Kennedy's ring aankondiging verloopt meestal volgens de volgende basis:

De ouderwetse microfoon wordt naar beneden gelaten vanaf het plafond en een spotlight wordt op Kennedy geplaatst. Hij gaat door en zegt:"This next contest is scheduled for one fall! with a twen-ty min-ute time li-mit. I weigh in tonight at an astonishing 236 pounds (als het nodig is zal hij, in een luidere toon toegeven dat hij een pond verloren of gewonnen heeft). I hail from Green Bay, Wisconsiiiin! Mmmmmisteeeeeeeerrrr Kennedyyyyyyy...! (dramatische pauze terwijl hij naar het middelste touw van de onderste linkerhoek van de ring klimt en zijn beide handen in de lucht steekt voor hij de microfoon naar zijn gezicht trekt) KEN-NE-DYYYY!...."

## Prestaties
- All–Star Championship Wrestling
  - ACW Heavyweight Championship (3 keer)
  - ACW Tag Team Championship (3 keer met Mike Mercury)
  - ACW Television Championship (1 keer)
- Mid–American Wrestling
  - MAW Heavyweight Championship (1 keer)
- NWA Midwest
  - NWA Midwest Heavyweight Championship (1 keer)
- Total Nonstop Action Wrestling
  - TNA World Heavyweight Championship (1 keer)
- World Wrestling Entertainment
  - WWE United States Championship (1 keer)
  - Money in the Bank (2007)
- Xtreme Intense Championship Wrestling
  - XICW Tag Team Championship (1 keer met Joey Padgett)
- Andere titels
  - UPCW Tag Team Championship (1 keer met Big Daddy Loker)

## Persoonlijk leven
Hij heeft een diploma van de Washington High School in Two Rivers, Wisconsin. Anderson is de zoon van James Alan Holmes en Sheryl Anderson en heeft een zus, Jennifer Holmes. Zijn vader overleed in zijn huis op 13 april 2006 na een twee jaar durende strijd met kanker. In zijn vrije tijd speelt Anderson graag computer spelletjes en kijkt hij naar de show 24.
Hij is vrienden met A.J. Styles en Austin Aries van ROH en TNA en met Randy Orton van de WWE. Zijn droom match zou tegen Stone Cold Steve Austin zijn, die zijn inspiratie was om opnieuw geïnteresseerd te raken in worstelen. Hij heeft een ruw-harige fox terries genaamd Autstin die genoemd is naar "Stone Cold" Steve Austin.
Hij verscheen in een speelfilm Fighting The Still Life' die gemaakt is door de voormalige worstelaar die nu regisseur is Matt Bruns, die worstelde als Sick Nick Mondo.
Er wordt gezegd dat hij zijn finisher heeft bedacht toen Austin Aries hem vertelde dat hij een unieke move moest doen vanaf de bovenste rope.
Anderson heeft twee tatoeages. Een van een vlam op zijn bovenrug en een onbekende tatoeage op zijn bovenste biceps.
Anderson reisde samen met Daivari toen beide mannen nog in onafhankelijke shows worstelden.